# Tommaso Luini
Tommaso Luini, detto il Caravaggino (Roma, 1601 – 1636), è stato un pittore italiano. Il suo cognome reale doveva essere Dovini o Donini, mentre è Baglione, ripreso dalla letteratura artistica successiva, a chiamarlo Luini.
Considerato allievo di Andrea Sacchi, viene nominato il Caravaggino per lo stile che ricorda quello del Caravaggio. Poche sono le sue opere conosciute: si ricordano La Trinità nella Basilica dei Santi Ambrogio e Carlo al Corso e La fuga in Egitto nella Chiesa di San Giuseppe a Capo le Case in Roma.
Altra sua opera è il dipinto, raffigurante San Lorenzo che battezza San Romano, presente attualmente nella parete sinistra del presbiterio della chiesa abbaziale di Valvisciolo e che proveniva dalla romana Basilica di San Lorenzo fuori le Mura.